# ميشيل حكيم
ميشيل حكيم هو كاهن كاثوليكي لبناني، ولد في 21 أبريل 1921 في مغدوشة في لبنان، وتوفي في 22 نوفمبر 2006 في مونتريال في كندا.